# انوه
اَنْوِه یکی از روستاهای بخش مرکزی شهرستان بستک در غرب استان هرمزگان در جنوب ایران است.
روستای انوه در ۷ فرسخی (۴۲ کیلومتری) شمال غربی شهر بستک واقع است.

## محدوده انوه
از شمال فاریاب سنگویه، از جنوب فتویه و روستای شیخ حضور، از مغرب گردنه پاسخند در صحرای باغ، واز مشرق به برکه آخوند محدود می‌گردد.

## جمعیت
جمعیت این روستا بر اساس سرشماری سال ۱۴۰۰، ۱۴۰۰ نفر (۴۰۰ خانوار) بوده است. که از اهل سنت و از شاخه شافعی هستند یعنی از پیروان امام محمد ادریس شافعی می‌باشند و به زبان فارسی و گویش محلی تکلم می‌کنند.
تعداد ۵۰۰۰ نخل دیم، و ۲۰۰۰ من زمین زیر کشت دیم دارد.

## بزرگان انوه
انوه زادگاه علمایی برجسته مانند:
- شیخ محمد شریف
- علامه شیخ عبدالرحمان مفتی
- شیخ رسول خلیلی یکی شیوخ بزرگ روستای انوه می باشد
- شریفی شاعر معروف محلی اهل انوه است.
- آرامگاه سید قطب الدین شیدا در انوه واقع است،

سادات شیدایی در انوه از نوادگان سید قطب الدین شیدا هستند.<ref name="ReferenceA"

## نام روستا
در روایات قدیمی و در کتاب های شاعران قدیمی انوه‌ای آمده  است که نام روستا را به دلیل زیاد بودن درخت و گیاه، بارش زیاد باران و سرسبزی آن، انبوه گذاشتند و پس از چند سال خشکسالی نام آن به انوه یعنی خمیده از سختی تغییر پیدا کرد.

## فهرست منابع و مآخذ
- محمدیان، کوخردی، محمد.  «شهرستان بستک و بخش کوخرد»  ج۱. چاپ اول، دبی: سال انتشار ۲۰۰۵ میلادی.
- عباسی، قلی، مصطفی،  «بستک وجهانگیریه» ، چاپ اول، تهران: ناشر: شرکت انتشارات جهان معاصر، سال ۱۳۷۲ خورشیدی.
- سلامی، بستکی، احمد.  (بستک در گذرگاه تاریخ)  ج۲ چاپ اول، ۱۳۷۲ خورشیدی.
- بالود، محمد.  (فرهنگ عامه در منطقه بستک)  ناشر همسایه، چاپ زیتون، انتشار سال ۱۳۸۴ خورشیدی.
- بنی عباسیان، بستکی، محمد اعظم،  «تاریخ جهانگیریه»  چاپ تهران، سال ۱۳۳۹ خورشیدی.
- الکوخردی، محمد، بن یوسف، (کُوخِرد حَاضِرَة اِسلامِیةَ عَلی ضِفافِ نَهر مِهران Kookherd, an Islamic District on the bank of Mehran River) الطبعة الثالثة، دبی: سنة ۱۹۹۷ للمیلاد.
- بختیاری، سعید،  «اتواطلس ایران» ، “ مؤسسه جغرافیایی وکارتگرافی گیتاشناسی، بهار ۱۳۸۴ خورشیدی.
- نگاره‌ها از: محمد محمدیان.
- محمد، صدیق «تارخ فارس» صفحه‌های (۵۰ ـ ۵۱ ـ ۵۲ ـ ۵۳)، چاپ سال ۱۹۹۳ میلادی.
- محمدیان، کوخری، محمد، “ (به یاد کوخرد) “، ج۱. ج۲. چاپ اول، دبی: سال انتشار ۲۰۰۳ میلادی.
- اطلس گیتاشناسی استان‌های ایران [Atlas Gitashenasi Ostanhai Iran] (Gitashenasi Province Atlas of Iran بایگانی‌شده  در ۲۲ مه ۲۰۰۷ توسط Wayback Machine)